# Pensamiento sistémico
El pensamiento sistémico busca comprender y analizar de manera ordenada y completa las interacciones entre las variables de un sistema o de varios subsistemas o elementos interrelacionados y que se exprese en términos de retroalimentación. De esta manera puede intentar comprender su funcionamiento y resolver los problemas que presentan sus propiedades. Se trata de un marco conceptual, un nuevo contexto que se ha desarrollado en los últimos setenta años que facilita la claridad y modificación de patrones.
Antónimo= pensamiento analítico; observa las partes sin relación con el todo.

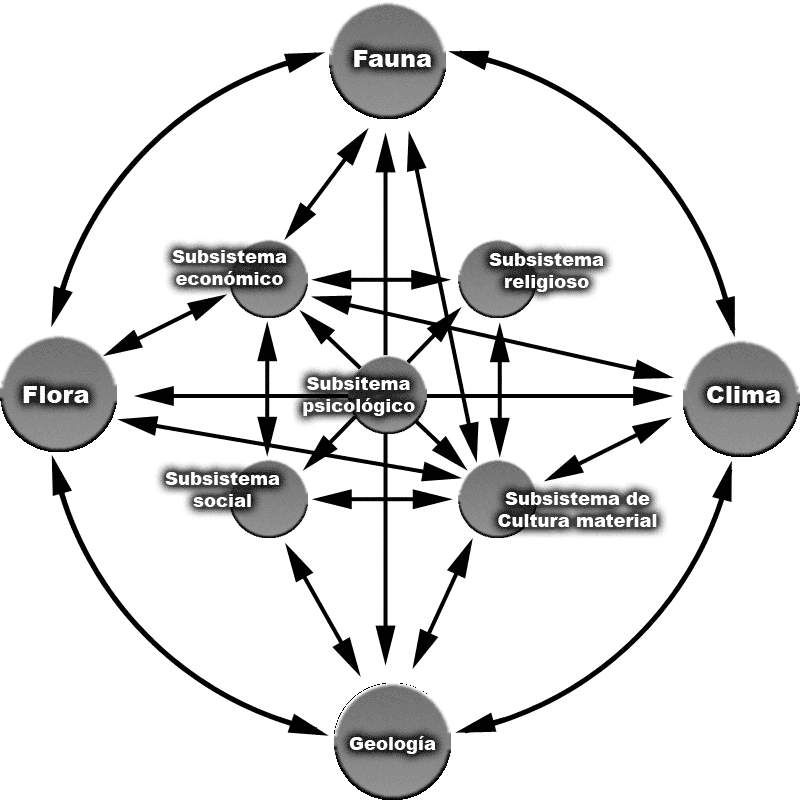
Ejemplo de sistema.

## El sistema

### Sistemas
De manera continua hasta que apareció la Teoría General de Sistemas el método que era concebido para "hacer ciencia" consistía en dividir por partes el todo, generando pequeños trozos de información y examinando cada uno por separado. Sin embargo, y gracias a los principios científicos que dieron base al pensamiento sistémico integrado por biólogos, se notó que el análisis estaba siendo sesgado pues estaban omitiendo el hecho que: examinar las partes individualmente limita los datos e ignora las interacciones entre los subsistemas del conjunto, un argumento sobre esto es que "examinar la evolución de una especie sin tener en cuenta su actuación con otras y con el medio ambiente es ilógico".
El sistema es todo entidad organismo o conjunto de partes organizadas con un número de subsistemas o componentes en interacción. Está formado por componentes, que son entidades del sistema que en combinación con otros componentes se combina, separa o compara las causas para producir las consecuencias (entradas y salidas).

### Características
Por definición, un sistema es una complejidad organizada con las siguientes características:[cita requerida]
- Es abierto al impacto del entorno.
- Tiene límites.
- Energía, materia e información son importados desde el exterior de sus límites.
- Parte de la energía se almacena para impedir la desintegración futura; otra parte se transforma por y para las necesidades del sistema.
- Complejidad
- Fallos

### Antecedentes
La teoría general de sistemas fue enunciada originalmente por Ludwig von Bertalanffy en 1937. Un desarrollo similar en psiquiatría lo representó Kurt Goldstein. Continuó a través del trabajo de Walter Cannon en fisiología, también hubo desarrollos similares en la Ingeniería de comunicaciones que condujeron a la cibernética. En 1961 Talcott Parsons en su libro El sistema social, fue el primero en aplicar sistemáticamente la teoría de sistemas a la sociedad.

## Fundamentación
En filosofía, el pensamiento sistémico encuentra un antecedente en la teoría hilozoista. Desde la biología se encuentran los fundamentos de este tipo de pensamiento en el vitalismo. La idea vitalista fue revivida por Rupert Sheldrake, quien postula la existencia de un campo morfogenético como agente causal del desarrollo y mantenimiento de la forma biológica. Desde la psicología se encuentra fundamentado en el concepto de gestalt, un todo irreductible aspecto clave de la percepción, y en la psicología cognitiva, con el concepto de cognición como proceso mental.

### Principios filosóficos
Lo que se puede apreciar en un sistema son generalidades sobresalientes que pueden integrarse en cuatro principios:
- Principio de posición: Lugar que ocupa el sistema dentro del suprasistema, lo que implica el concepto de jerarquía.
- Principio de relación: La relación entre los sistemas origina polaridades, fuerzas atractivas y repulsoras, lo que implica la teoría del campo.
- Principio de limitación: Resultado de la intención del diseñador del sistema. Controla su duración, fija su medida y ritmo, determina el radio de su influencia y produce el esquema o modelo de funcionamiento.
- Principio de equifinalidad: Si un sistema tiene metas para un propósito, puede alcanzarlas por diversos medios para llegar al mismo fin.

### Criterios psicológicos

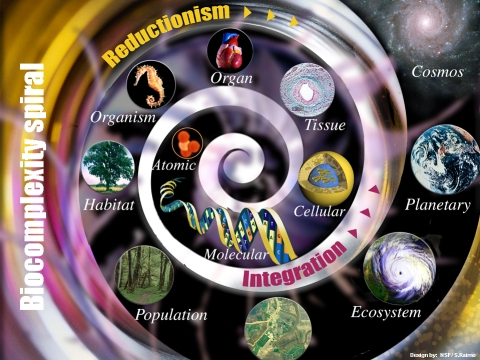
De lo micro a lo macro

- Las propiedades esenciales pertenecen al conjunto, ninguna de las partes las tiene por sí sola.
- La atención ha de ser focalizada en distintos niveles del sistema: Lo micro y lo macro, lo sub y lo supra.
- Es un tipo de pensamiento medioambiental.
- Una parte es un patrón en una inseparable red de relaciones.
- El conocimiento se teje en una amplia red (en el mecanicismo se pensaba que se construía). La realidad es una red de relaciones.

Según Gregory Bateson, son seis los criterios básicos que definen el proceso mental:
- Una mente es un agregado de partes o componentes interactuantes.
- La interacción entre las partes de la mente es desencadenada por la diferencia.
- El proceso mental requiere energía colateral.
- El proceso mental requiere cadenas circulares de determinación.
- En el proceso mental, los efectos de la diferencia deben ser vistos como transformaciones de sucesos que los han precedido.
- La descripción y clasificación de estos procesos de transformación revelan una jerarquía de prototipos lógicos inmanentes en los fenómenos.

## Pensamiento complejo

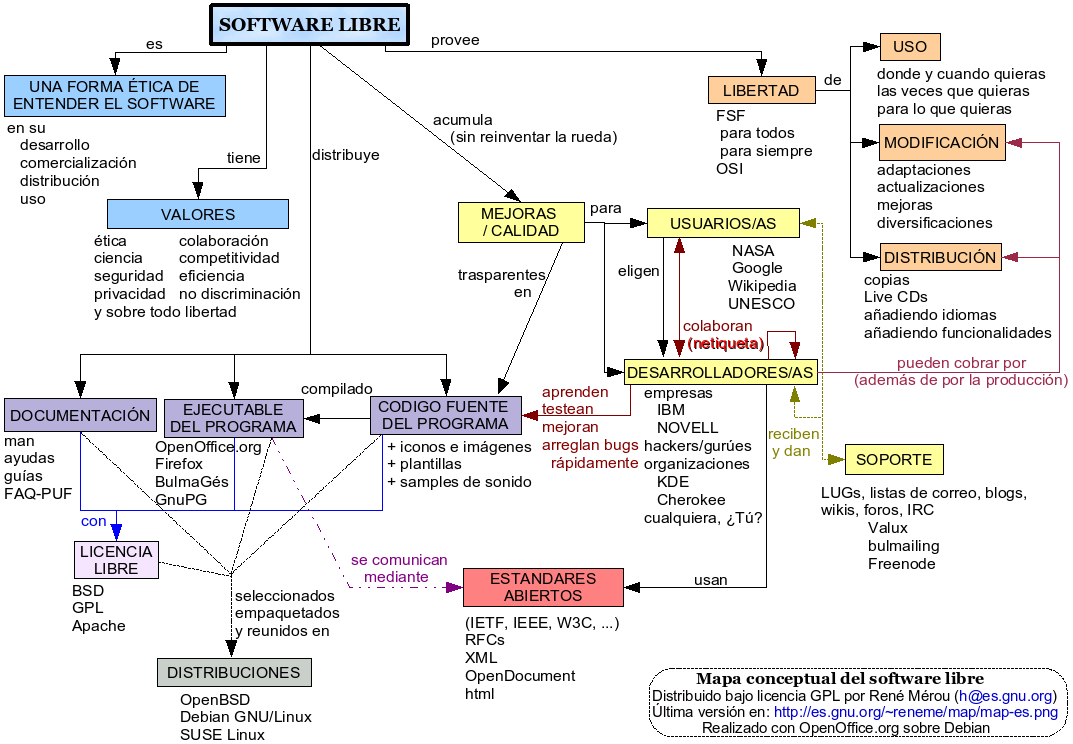
Red conceptual.

Para Edgar Morin, la complejidad responde al principio de unidad en diversidad. Propone llevar el pensamiento sistémico a pensamiento complejo por diversas vías: a través de la física, de la antropología y de la sociopolítica principalmente. Es un pensamiento organizacionista cuando hace emerger organizaciones conceptuales (macroconceptos) donde sólo hay conceptos aislados que desvirtúan la comprensión de lo real.[cita requerida]

### Pensamiento e inteligencia
Para Edgar Morin, inteligencia, consciencia y pensamiento son las actividades superiores del espíritu. Como actividad del espíritu, el pensamiento se despliega en la esfera del lenguaje, de la lógica y de la conciencia. El pensamiento es una dialógica compleja de actividades y operaciones que ponen en funcionamiento las competencias complementarias del espíritu (inteligencia) y del cerebro (cognición).
La inteligencia es la emergencia del pensamiento estratégico del sujeto hacia el entorno, al resolver problemas en situaciones de complejidad. La conciencia es la emergencia del pensamiento reflexivo del sujeto sobre sí mismo, sobre sus operaciones y acciones. Peter Senge lleva el pensamiento sistémico al nivel de la inteligencia al combinarlo con la intuición.[cita requerida]

### El lenguaje de la complejidad
Uno de los conceptos sistémicos que Morin profundiza es el de bucle de retroalimentación, una disposición circular de elementos conectados causalmente, en la que una causa inicial se propaga alrededor de los eslabones sucesivos del bucle, de tal modo que cada elemento tiene un efecto sobre el siguiente, hasta que el último retroalimenta, el efecto sobre el primer eslabón en que se inició el proceso. Morin establece relaciones en forma de tríadas y de tétradas entre los conceptos y pasa del pensamiento en círculos al pensamiento en espiral y helicoidal. El movimiento requerido para el proceso mental es la base de la interdisciplinariedad.

### Las matemáticas de la complejidad
Son unas matemáticas de relaciones y patrones, cualitativas más que cuantitativas, que permiten descubrir nuevos patrones de comportamiento en los sistemas complejos.